# Langues au Panama
La langue officielle du Panama est l'espagnol, localement appelé le "castillan" ; sous sa variante locale, l'espagnol panaméen, c'est la langue maternelle de 66 % des panaméens.
La langue de l'enseignement dans le système scolaire est l'espagnol.
Le taux d'alphabétisation chez les personnes âgées de 15 ans et plus en 2015 y est estimé par l'UNESCO à 95 %, dont 96 % chez les hommes et 94 % chez les femmes.

## Sur Internet
|  | 74 |

|  | 21 |

|  | 77 |

|  | 22 |

|  | 81 |

|  | 19 |

|  | 94 |

|  | 5 |

| # | Langue                     |
| - | -------------------------- |
| 1 | Espagnol d’Amérique latine |
| 2 | Anglais                    |